# Fabio Gobbo
Fabio Gobbo (Venezia, 3 giugno 1947 – Roma, 6 aprile 2008) è stato un economista e politico italiano.

## Biografia
Trasferitosi da ragazzino con la famiglia a Cento, studia al Collegio dei Filippini, quindi si laurea in scienze politiche a Bologna nel 1970 con Romano Prodi discutendo una tesi sull'industria della carta (in seguito pubblicata da Il Mulino), studi alla London School of Economics, è stato professore ordinario di economia del mercato e politica industriale presso la Libera università internazionale degli studi sociali Guido Carli di Roma, dove insegnava anche economia della concorrenza e della regolazione.
Dal 1990 al 1997 è stato componente dell'Autorità garante della concorrenza e del mercato; tra il 1999 ed il 2000 è stato Capo della Segreteria Tecnica del Ministro dell'Industria, Commercio ed Artigianato, Enrico Letta, e tra il 2001 ed il 2003 Vicepresidente esecutivo dell'Acquirente Unico impresa per il servizio pubblico degli acquisti energetici per conto dei clienti vincolati italiani (famiglie e piccole imprese), controllato dal Ministero dell'economia.
Direttore delle riviste scientifiche L'Industria e di Economia dei servizi, la prima rivista italiana che dal 2006 si occupa dell'economia del terziario, entrambe edite da Il Mulino, Gobbo ha fatto parte del secondo governo Prodi in qualità di sottosegretario alla Presidenza del Consiglio dei ministri con delega alla supervisione delle attività in materia di affari economici e al coordinamento del CIPE. Ha svolto un'intensa attività al servizio delle istituzioni italiane. Presidente del comitato scientifico di Nomisma, è stato autore di oltre 170 pubblicazioni scientifiche e monografie e di oltre 300 articoli di opinione e divulgazione economica sui maggiori periodici e quotidiani italiani ed esteri.
Fabio Gobbo rimane nei libri di storia anche per la vicenda che lo vide partecipare, nel 1978, insieme a Romano Prodi, Mario Baldassarri e Alberto Clò alla famosa seduta spiritica "dei professori" durante il sequestro del leader della DC Aldo Moro, nella quale evocando lo spirito di La Pira fu pronunciata la parola "Gradoli".
Muore il 6 aprile del 2008 a Roma, dopo lunga malattia. Lascia la moglie Giovanna Morelli.
Da Anna Maranini ha avuto l'unica figlia Giulia.

## Opere
- L'industria italiana della carta, un oligopolio in perpetuo, Bologna, Il Mulino, 1974
- Microeconomia (insieme a Edwin Mansfield e Flavia Franzelli), Bologna, Il Mulino, 1975
- Per una ristrutturazione e riconversione dell'industria italiana (insieme a Romano Prodi), Bologna, Il Mulino, 1980
- Il controllo dei prezzi industriali in Italia, Bologna, Il Mulino, 1982
- Bologna 1937-1987: cinquant'anni di vita economica (insieme a Giorgio Amadei), Casalecchio di Reno, Grafis, 1987
- Distretti e sistemi produttivi alla soglia degli anni '90, Milano, Franco Angeli, 1989
- Il mercato e la tutela della concorrenza (insieme a Ginvra Bruzzolone), Bologna, Il Mulino, 1997
- New perspectives and regulation: doctoral program in law and economics discussion papers, Roma, Luiss University Press, 2003
- Indagine su un sistema turistico orientato alle logiche della qualità: il caso di Cervia, Milano, Franco Angeli, 2003